# Yuji Sakakura
Yuji Sakakura (Yokkaichi, 7. lipnja 1967.) japanski je nogometaš.

## Klupska karijera
Igrao je za JEF United Ichihara, Nagoya Grampus Eight i Brummell Sendai.

## Reprezentativna karijera
Za japansku reprezentaciju igrao je od 1990. do 1991. godine. Odigrao je 6 utakmica.
S japanskom reprezentacijom Yuji Sakakura je igrao na Azijskom kupu 1988. i 1992.

## Statistika
| Japan  | Japan | Japan |
| Godina | Nast. | Gol.  |
| ------ | ----- | ----- |
| 1990.  | 5     | 0     |
| 1991.  | 1     | 0     |
| Ukupno | 6     | 0     |

## Vanjske poveznice
- National Football Teams
- Japan National Football Team Database